# Kurgus
Kurgus és el nom modern d'una ciutat del Sudan entre la quarta i la cinquena cascada del Nil, 540 km al sud d'Abu Hamed. Fou el límit de la presència egípcia a Núbia durant l'imperi Nou.
S'hi ha trobat un conjunt de pedra gravada o pintada amb signes a la rodalia al lloc anomenat Hagr al-Merwa (Roca de quars) incloses dues esteles dels faraons Tuthmosis I i Tuthmosis III, amb la figura del deu Amon-Ra entre d'altres. El conjunt té un màxim de 23,6 metres d'alt i està decorat per tot un costat i una petita part d'un altra. Hi apareix també la figura del deu Amon-Ra. També hi ha una inscripció històrica referida probablement al regnat de Tuthmosis III.
La necròpolis és de l'època post-meroítica i medieval.